# Kostel svatého Archanděla Michaela (Razová)
Kostel Archanděla Michaela v obci Razová (okres Bruntál) je farní kostel přestavěn v roce 1781 a kulturní památka České republiky.

## Historie
První písemné zmínky o obci Rázová pocházejí z roku 1288.
Na původním místě dřevěné modlitebny s kamennou věží, která byla postavena v roce 1580, byl v roce 1590 postaven nový luteránský renesanční kostel. Od roku 1625 byla zahájena rekatolizace Razové. Od roku 1691, do té doby samostatná farnost, byla Razová přifařena k Hornímu Benešovu. Od roku 1871 se stala samostatnou farností. V roce 1802 byla provedena oprava věže, helmice, kruchty a sakristie. V roce 1883 na náklady knížete Liechtensteina byl opraven kostel a věž. V letech 1990–1992 generální oprava střechy nákladem 250 000 Kčs.
Kolem hřbitova byla postavena kamenná hřbitovní zeď.
Farní kostel patří Děkanátu Bruntál.

## Popis

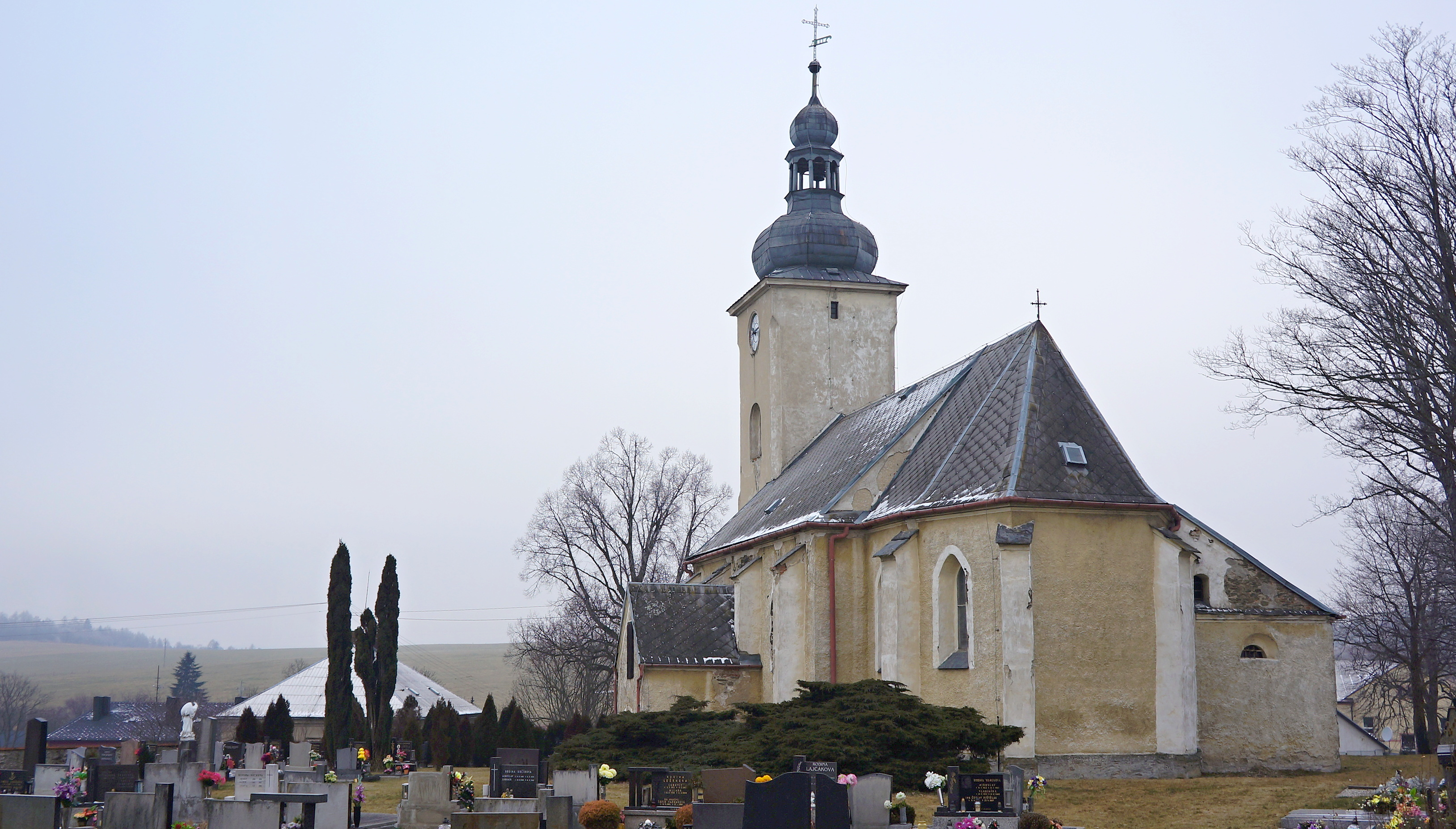

Renesanční jednolodní zděná stavba s polygonálním kněžištěm a s mohutnou hranolovou věží předstupující v ose průčelí. Loď i závěr jsou opatřeny opěrnými pilíři.
V roce 1624 byl instalován třetí zvon na věž. V roce 1650 byl pořízen nový velký zvon - roce 1714 byl přetaven. Velký zvon, který praskl v důsledku požáru, byl přetaven v roce 1850 v Olomouci.
V roce 1892 byly pořízeny věžní hodiny, které vyrobil Schneider z Bruntálu. V roce 1949 byly opraveny.

### Interiér
Kostel zaklenut třemi poli hřebínkové křížové klenby.
Varhany z roku 1695, které vyrobil varhanář Christian Porre, byly nahrazeny v roce 1862 novými, které vyrobila firma Rieger v Krnově.